# Escola Dr. Alfredo José Balbi
A Escola Dr. Alfredo José Balbi, ou Colégio UNITAU é uma instituição de ensino pertencente à Universidade de Taubaté, localizada na cidade de Taubaté, no interior do estado de São Paulo. A escola é considerada a pioneira no Vale do Paraíba a oferecer o ensino técnico. Além de cursos técnicos, a escola também oferece a seus alunos os ensinos médio e fundamental.
Atualmente o colégio conta com um corpo docente composto por cerca de 100 professores. O corpo discente do colégio é composto por cerca de 1.400 estudantes.

## Histórico
No final da década de 1960, um dos responsáveis pela fundação da UNITAU, Alfredo José Balbi, funda, juntamente com outros docentes, o Colégio Industrial de Taubaté como unidade integrante da Escola de Engenharia de Taubaté, sendo o primeiro no Vale do Paraíba a implantar a educação profissional. Posteriormente, com o estabelecimento e a consolidação da UNITAU, a escola passou a se chamar Escola Dr. Alfredo José Balbi.
Fundada em 25 de fevereiro de 1969 com 158 alunos e três cursos em seu primeiro ano de funcionamento – Colegial de Edificações, Colegial de Máquinas e Motores e Colegial de Eletrotécnica – a escola tornou-se referência ao preparar os alunos para a crescente demanda das indústrias da região por profissionais qualificados.

## Ensino Técnico
O Colégio UNITAU oferece os seguintes cursos de nível técnico:
- Técnico em Mecatrônica
- Técnico em Informática
- Técnico de Eletrônica
- Técnico em Meio Ambiente
- Técnico em Nutrição e Dietética
- Técnico em Patologia Clínica
- Técnico em Prótese Dentária

## Ligações Externas
- Site do Colégio UNITAU
- Blog do Colégio UNITAU - Blog feito pelo Grêmio Estudantil da gestão de 2010